# Звучни надзубни плозив
Звучни надзубни или алвеоларни плозив јесте сугласник који се користи у појединим говорним  језицима. Симбол у Међународном фонетском алфабету који представља овај звук је //.

## Карактеристике
Карактеристике звучног алвеоларног плозива:
- Начин артикулације је плозивни, што значи да је произведен ометањем протока ваздуха кроз усну дупљу.
- Место артикулације је алвеоларно што значи да врх језика додирује алвеоле.
- Фонација је звучна, што значи да гласне жице трепере током артикулације.

## Појава
Неки примери језика где се појављује ова фонема.
| Језик            | Језик            | Реч                                                                      | ИПА | Значење     | Напомене |  |
| ---------------- | ---------------- | ------------------------------------------------------------------------ | --- | ----------- | -------- |  |
| Адигејски        | Адигејски        | дахэ                                                                     |     | 'згодно'    |          |  |
| Чешки            | Чешки            | [do] грешка: {{lang}}: текст има искошену назнаку (помоћ)                |     | 'у'         |          |  |
| Холандски        | Холандски        | [dak] грешка: {{lang}}: текст има искошену назнаку (помоћ)               |     | 'кров'      |          |  |
| Енглески         | Енглески         | [admit] грешка: {{lang}}: текст има искошену назнаку (помоћ)             |     | 'признати'  |          |  |
| Фински           | Фински           | [sidos] грешка: {{lang}}: текст има искошену назнаку (помоћ)             |     | 'обвезница' |          |  |
| Француски        | Француски        | [dais] грешка: {{lang}}: текст има искошену назнаку (помоћ)              |     | 'балдахин'  |          |  |
| Немачки          | Немачки          | [Dach] грешка: {{lang}}: текст има искошену назнаку (помоћ)              |     | 'кров'      |          |  |
| Грчки            | Грчки            | [ντροπή]] dropí] грешка: {{lang}}: текст има искошену назнаку (помоћ)    |     | 'срамота'   |          |  |
| Хебрејски        | Хебрејски        | דואר                                                                     |     | 'пошта'     |          |  |
| Мађарски         | Мађарски         | [adó] грешка: {{lang}}: текст има искошену назнаку (помоћ)               |     | 'порез'     |          |  |
| Индонежански     | Индонежански     | [dacing] грешка: {{lang}}: текст има искошену назнаку (помоћ)            |     | 'вага'      |          |  |
| Јапански         | Јапански         | 男性的 [danseiteki] грешка: {{lang}}: текст има искошену назнаку (помоћ) |     | 'мушки'     |          |  |
| Кабардински      | Кабардински      | дахэ                                                                     |     | 'згодно'    |          |  |
| Корејски         | Корејски         | 아들 adeul                                                               |     | 'син'       |          |  |
| Македонски       | Македонски       | дрво                                                                     |     | 'дрво'      |          |  |
| Малајски         | Малајски         | [dahan] грешка: {{lang}}: текст има искошену назнаку (помоћ)             |     | 'грана'     |          |  |
| Mалтешки         | Mалтешки         | [dehen] грешка: {{lang}}: текст има искошену назнаку (помоћ)             |     | 'виц'       |          |  |
| Норвешки         | Норвешки         | [dans] грешка: {{lang}}: текст има искошену назнаку (помоћ)              |     | 'плес'      |          |  |
| Словачки         | Словачки         | [do] грешка: {{lang}}: текст има искошену назнаку (помоћ)                |     | 'у'         |          |  |
| Западнофризијски | Западнофризијски | [doarp] грешка: {{lang}}: текст има искошену назнаку (помоћ)             |     | 'село'      |          |  |
| Ји               | Ји               | ꄿ [dda] грешка: {{lang}}: текст има искошену назнаку (помоћ)            |     | 'надлежан'  |          |  |